# Олочи (село)
Олочи́ — село в Нерчинско-Заводском районе Забайкальского края. Расположено на левом берегу реки Аргунь в 22 км от села Нерчинский Завод. Является центром сельского поселения «Олочинское». Код ФНС: 7530.

## История
На месте, где расположено село, существовал брод через реку Аргунь (эвенк. олочи — «брод»). По другой версии, название возникло от эвенкийского олло — «рыба», оллочи — «рыбный»; «рыбное место» (на Аргуни). Образовано в 1707—1708 годах. Село являлось станицей Олочинской. Административно входило в состав Нерчинско-Заводского уезда Забайкальской области и Забайкальской губернии.
В 1898—1918 годы было центром станицы Олочинской 4-го военного отдела Забайкальского казачьего военного войска. В неё входили:
- посёлок Онохойский;
- посёлок Усть-Серебрянский;
- посёлок Ключевской;
- посёлок Грязновский
- посёлок Патринский;
- посёлок Луговской;
- посёлок Ишагинский.

В 1900 году здесь было открыто Олочинское общество трезвости при церкви для русских крестьян. В обществе насчитывалось 3874 прихожан. На 1900 год было 60 членов общества, а к январю 1911 года их уже было 73.
До революции 1917 года, здесь находились:
- 2-х классное училище;
- Лечебный пункт;
- Станичное поселковое правление;
- Хлебозапасный магазин;
- Таможенная застава;
- Обывательский тракт.

Во время Гражданской войны в России в Олочинской успехом большевиков-подпольщиков стала организация переходов на сторону партизан некоторых казачьих подразделений. Так например, 
… в посёлке Грязновском Олочинской станицы, две сотни 1-го Забайкальского казачьего полка перебили офицеров и влились в партизанские ряды. Затем восставшие расстреляли ещё 13 офицеров и 52 казака.
23 ноября 1929 года китайские войска, расположенные в районе ст. Маньчжурия и города Шивэйсян (восточнее Нерчинского завода, на реке Аргунь), начали систематически обстреливать артиллерийским, пулемётным и ружейным огнём наши пограничные части и мирных жителей, проживающих вдоль китайской границы по реке Аргунь. В результате этих обстрелов жители станицы Олочинской принуждены были прекратить молотьбу хлеба и эвакуироваться. Среди жителей станицы были убитые и раненые.
В 1931 году образован колхоз «Красное село», который был переименован в 1960 году в колхоз имени А. А. Жданова.
В 1961 в ходе укрупнения колхозов и создания совхозов, здесь возникло отделение совхоза «Нерчинско-Заводский».
В 1983 году на базе отделения создан совхоз «Олочинский», с 1994 ТОО «Олочинское», с 2000 — СХК «Олочинский» мясо-молочного и зерноводческого направления.
Село Олочи является центром Олочинского сельского поселения и при этом единственным населённым пунктом этого сельского поселения.
Сегодня имеются в селе:
- Основная общеобразовательная школа;
- Детский сад;
- Клуб;
- Филиал районной библиотеки;
- Фельдшерско-акушерский пункт;
- Таможня;
- Памятные знаки в честь И. М. Матюгина, Героя СССР, подполковника, в честь земляков, погибших в годы ВОВ;
- Улицы: Молодёжная, Набережная, Новая, Центральная, переулок Школьный.[2]

## Население
| 1989 | 2002 | 2010 | 2012 | 2013 | 2014 | 2015 |
| ---- | ---- | ---- | ---- | ---- | ---- | ---- |
| 376  | ↗378 | ↘372 | ↘358 | ↗365 | ↘355 | ↗358 |
| 2016 | 2017 | 2018 | 2019 | 2020 | 2021 |      |
| ↘356 | ↗363 | ↘362 | ↘352 | ↘345 | ↘308 |      |

## Топографические карты
- Лист карты M-50-VI Бол. Зерентуй. Масштаб: 1 : 200 000. Указать дату выпуска/состояния местности.